# Nuevos españoles
Nuevos españoles es el título de un documental sobre la inmigración en España.
El documental está protagonizado por cinco testimonios reales: Marcela, Alam, Ahmded, Valentín, y Tatyana. Cada uno de ellos cuenta en primera persona sus propias vivencias divididas en tres fases. En primer lugar, recuerdan como era su vida en sus respectivos países de origen y por qué decidieron abandonarlos. En segundo lugar, develan las dificultades que encontraron hasta llegar a España, incluso lo que tuvieran que pagar en algunos casos a las mafias. Y, en tercer lugar, narran las distintas realidades a las que se han enfrentado en España.
Son cinco historias intimistas y agridulces, que reflejan el nuevo pulso de la sociedad española.
El documental fue producido por Coeficiente Audiovisual y estrenado por La 2 de TVE el 23 de octubre de 2007.